# Dalima
Dalima là một chi bướm đêm thuộc họ Geometridae.

## Các loài
- Dalima apicata Moore, [1868]
- Dalima calamina (Butler, 1880)
- Dalima delineata (Warren, 1894)
- Dalima latitans (Warren, 1893)
- Dalima lucens (Warren, 1893)
- Dalima mjoebergi Prout, 1926
- Dalima patularia (Walker, 1860)
- Dalima schistacearia Moore
- Dalima subflavata (Felder & Rogenhofer, 1875)
- Dalima truncataria (Moore, [1868])

## Hình ảnh

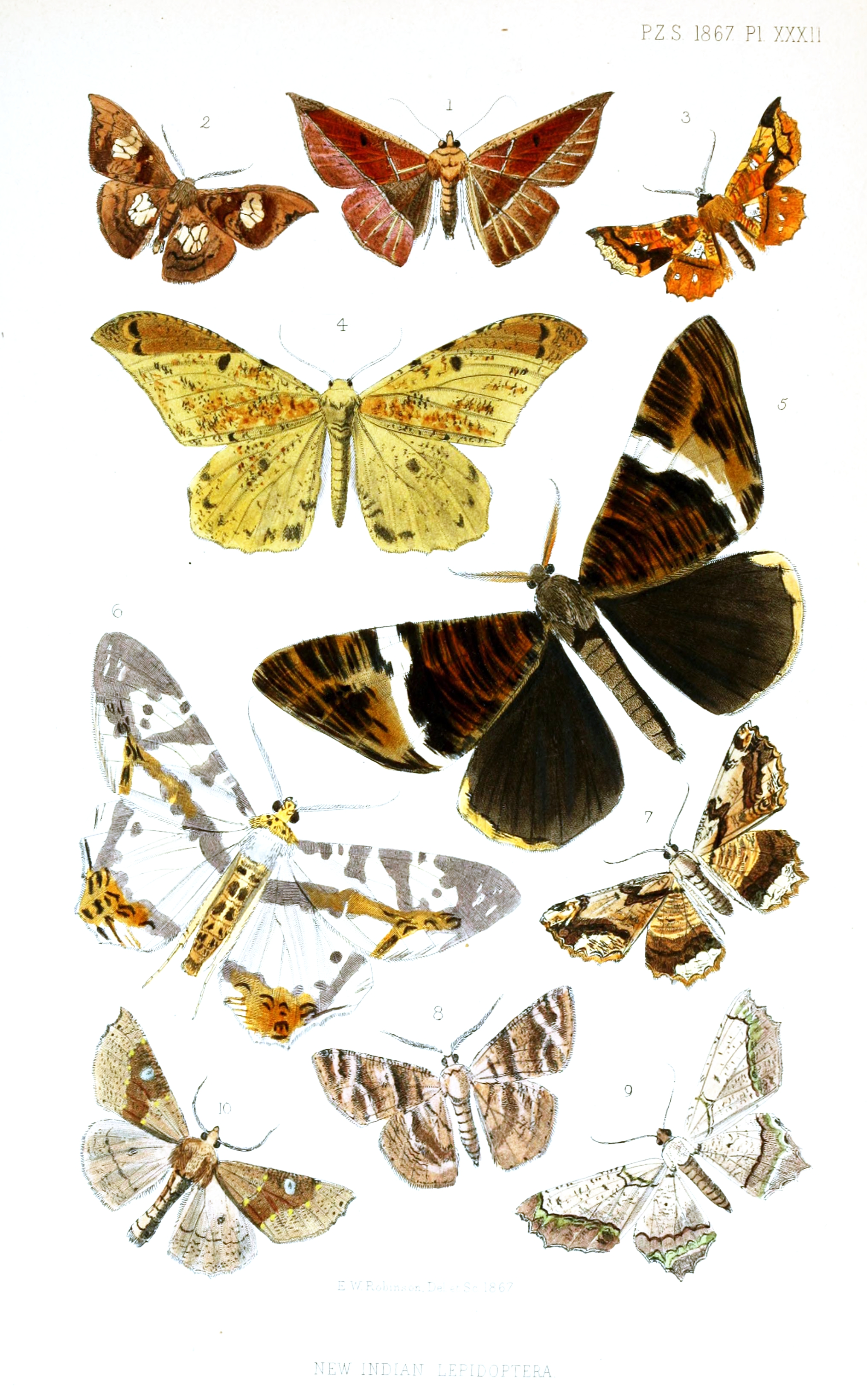